# Blueberry Hill (1988)
Blueberry Hill ist ein US-amerikanischer Jugendfilm von Strathford Hamilton aus dem Jahr 1988. Im Mittelpunkt des Films steht die Entwicklung des Teenagers Ellie Dane von einem 16-jährigen Mädchen zu einer gefragten Jazzpianistin.

## Handlung
Ellie Dane, ein Teenager aus einer amerikanischen Kleinstadt in den 1950er Jahren, leidet sehr unter dem plötzlichen Tod ihres Vaters, eines Jazzmusikers. Ellies Mutter Becca ist kaum in der Lage, ihrer Tochter unterstützend beizustehen, da sie selbst große Schwierigkeiten hat, mit dem Tod ihres Ehemanns zurechtzukommen. In dieser Situation findet das Mädchen Trost und Rat bei der Jazzsängerin Hattie Cale.
Mit der Zeit wird klar, dass Ellie Dane das musikalische Talent ihres Vaters geerbt hat, und sie entwickelt sich zu einer exzellenten Pianistin. Nebenbei erfährt sie einige beunruhigende Familiengeheimnisse.

## Rezeption
Der Filmdienst schreibt der Film gestalte „mit viel Sinn für atmosphärische Details“ eine Geschichte über das Erwachsenwerden, über Abschied und Neubeginn, die aber „an mangelnder Schauspielerführung und fehlenden Zwischentönen“ leide.